# فرانک مایکل مارکچوسکی
فرانک مایکل مارکچوسکی (انگلیسی: Frank-Michael Marczewski؛ زادهٔ ۳۰ آوریل ۱۹۵۴) بازیکن فوتبال اهل آلمان است.
از باشگاه‌هایی که در آن بازی کرده‌است می‌توان به باشگاه شارلوتنبرگ برلین و باشگاه فوتبال آگسبورگ اشاره کرد.